# Covelo, Kalifornien
Covelo är en ort i Mendocino County i delstaten Kalifornien, USA.